# Unione Sportiva Pontedera 1938-1939
Questa voce raccoglie le informazioni riguardanti l'Unione Sportiva Pontedera nelle competizioni ufficiali della stagione 1938-1939.

## Rosa
| N. |                   | Ruolo | Calciatore       |
| -- | ----------------- | ----- | ---------------- |
|    | Italia (bandiera) | P     | Natale Antognoli |
|    | Italia (bandiera) |       | Pino Baldini     |
|    | Italia (bandiera) |       | Amelio Balzarini |
|    | Italia (bandiera) | D     | Giuseppe Biondi  |
|    | Italia (bandiera) |       | Niccolò Caponi   |
|    | Italia (bandiera) |       | Silvano Frediani |
|    | Italia (bandiera) | D     | Ranieri Ghelardi |
|    | Italia (bandiera) |       | Luciano Lentini  |
|    | Italia (bandiera) | A     | Silvio Nassi     |

| N. |                   | Ruolo | Calciatore         |
| -- | ----------------- | ----- | ------------------ |
|    | Italia (bandiera) | C     | Piero Pampaloni    |
|    | Italia (bandiera) | D     | Renato Pasquinucci |
|    | Italia (bandiera) | P     | Oliviero Pirani    |
|    | Italia (bandiera) |       | Pietro Tamberi     |
|    | Italia (bandiera) |       | Pietro Tamborini   |
|    | Italia (bandiera) |       | Arnaldo Tilgher    |
|    | Italia (bandiera) | C     | Vilmo Tosi         |
|    | Italia (bandiera) | A     | Sergio Ulivieri    |
|    | Italia (bandiera) |       | Mario Vespignani   |